# Łęg Starościński
Łęg Starościński – wieś w Polsce położona w województwie mazowieckim, w powiecie ostrołęckim, w gminie Lelis, nad rzeką Rozogą.
W latach 1975–1998 wieś administracyjnie należała do województwa ostrołęckiego.

## Integralne części wsi
| SIMC    | Nazwa      | Rodzaj    |
| ------- | ---------- | --------- |
| 0513120 | Adamka     | część wsi |
| 0513136 | Góry       | część wsi |
| 0513142 | Leśna Góra | część wsi |
| 0513159 | Walery     | część wsi |

## Historia
W latach 1921–1939 wieś leżała w województwie białostockim, w powiecie ostrołęckim, w gminie Nasiadki (od 1931 w gminie Durlasy).
Według Powszechnego Spisu Ludności z 1921 roku wieś zamieszkiwało 567 osób w 91 budynkach mieszkalnych. Miejscowość należała do parafii rzymskokatolickiej w Ostrołęce. Podlegała pod Sąd Grodzki w Myszyńcu i Okręgowy w Łomży; właściwy urząd pocztowy mieścił się w Ostrołęce.
W lesie Złodziej zlokalizowana była osada leśna o tej samej nazwie. W 1921 zamieszkiwało ją 6 osób w jednym budynku mieszkalnym.
W wyniku agresji niemieckiej we wrześniu 1939 wieś znalazła się pod okupacją niemiecką. Od 1939 do wyzwolenia w 1945 włączona w skład Landkreis Scharfenwiese, rejencji ciechanowskiej Prus Wschodnich III Rzeszy.
We wsi znajduje się kościół, który jest siedzibą parafii Miłosierdzia Bożego. 